# Dziękczynne Święto Żniw
Dziękczynne Święto Żniw – doroczne święto chrześcijańskie obchodzone w większości kościołów protestanckich, m.in. luterańskich, reformowanych, baptystycznych i adwentystycznych. Święto ma charakter dziękczynny, obchodzone jest po ukończeniu żniw, zaś jego istotą jest podziękowanie Bogu za wszystkie dary i łaski, zarówno o charakterze doczesnym (chleb powszedni), jak i duchowym. Święto koresponduje kulturowo z ludowym zwyczajem dożynek, choć treściowo niewiele ma z nim wspólnego. Święto przypomina również o diakonijnym posłannictwie wyznawców Chrystusa, którzy wezwani są do pracy na rzecz bliźniego. W jego centrum stoi sprzeciw wobec materializmu oraz współczucie i pomoc potrzebującym. 

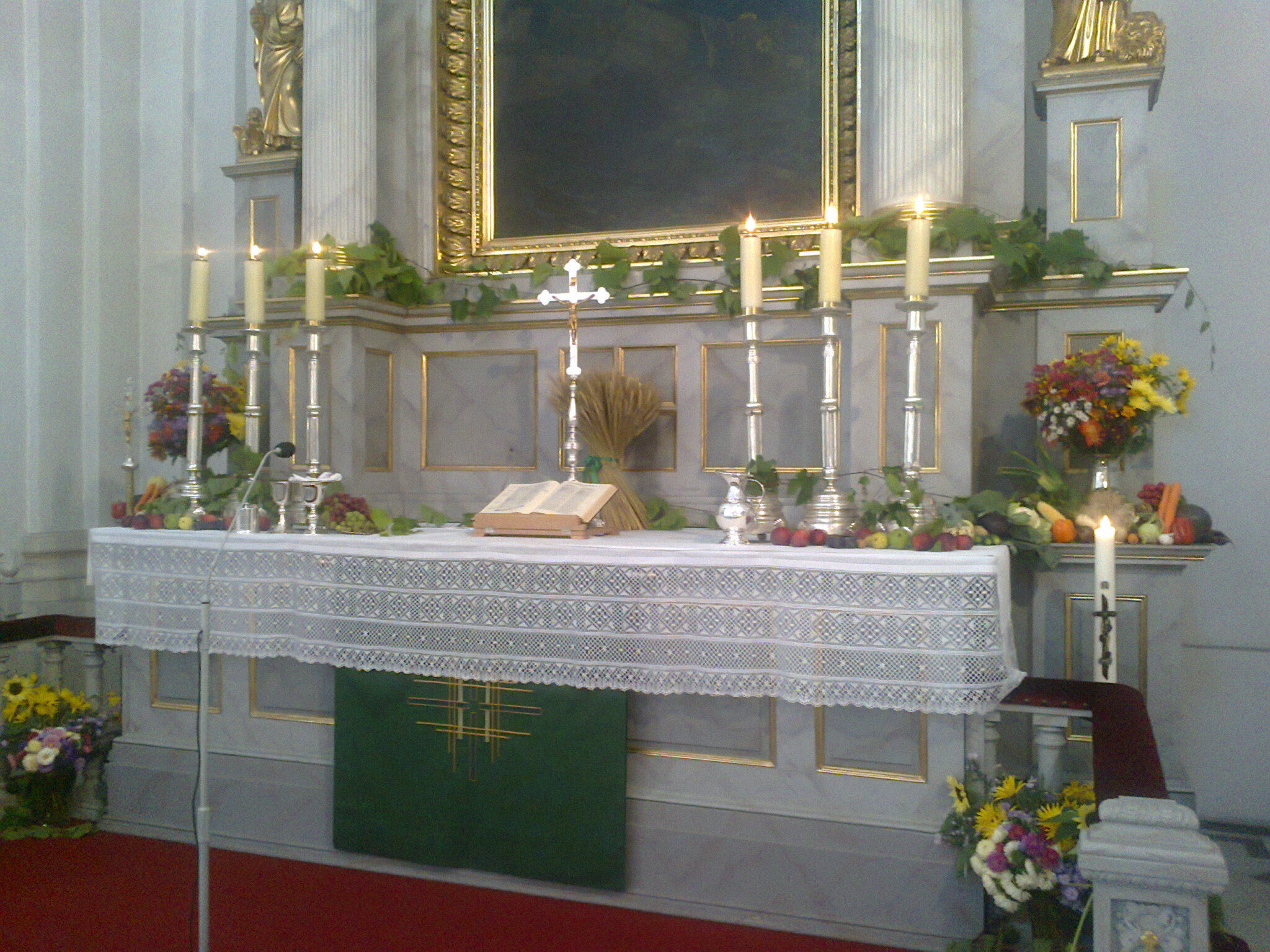
Dekoracja ołtarza w Dziękczynne Święto Żniw w Kościele Ewangelickim w Krakowie

## Podstawy biblijne
Dziękczynne Święto Żniw ma uzasadnienie biblijne, znajdujące się w Księdze Wyjścia:

Trzy razy w roku będziesz świętował na moją cześć. Będziesz przestrzegał Święta Przaśników. Siedem dni jeść będziesz przaśniki, jak ci rozkazałem, w wyznaczonym czasie miesiąca Abib, bo podczas niego wyszedłeś z Egiptu. A niech się nie pokazują przed obliczem moim z próżnymi rękami. I Święta Żniw, pierwszych plonów prac twoich, z tego, coś wysiał na polu. I Święta Zbiorów z końcem roku, gdy zbierzesz plony twoje z pola.
Druga Księga Mojżeszowa 23:14-19, Biblia warszawska

## Obchody święta
Obchodom święta towarzyszy nabożeństwo spowiednio-komunijne, zwykle rozpoczynające się od procesjonalnego wejścia dzieci niosących dary do ołtarza. Kościół w tym dniu jest odpowiednio przystrojony darami natury (np. owocami i warzywami). Odczytywany jest fragment Księgi Izajasza:

(...) podzielisz twój chleb z głodnym i biednych bezdomnych przyjmiesz do domu, gdy zobaczysz nagiego, przyodziejesz go, a od swojego współbrata się nie odwrócisz. Wtedy twoje światło wzejdzie jak zorza poranna i twoje uzdrowienie rychło nastąpi; twoja sprawiedliwość pójdzie przed tobą, a chwała Pańska będzie twoją tylną strażą. Gdy potem będziesz wołał, Pan cię wysłucha, a gdy będziesz krzyczał o pomoc, odpowie: Oto jestem! Gdy usuniesz spośród siebie jarzmo, szydercze pokazywanie palcem i bezecne mówienie, gdy głodnemu podasz swój chleb i zaspokoisz pragnienie strapionego, wtedy twoje światło wzejdzie w ciemności, a twój zmierzch będzie jak południe, i Pan będzie ciebie stale prowadził i nasyci twoją duszę nawet na pustkowiach, i sprawi, że twoje członki odzyskają swoją siłę, i będziesz jak ogród nawodniony i jak źródło, którego wody nie wysychają. Twoi ludzie odbudują prastare gruzy, podźwigniesz fundamenty poprzednich pokoleń i nazwą cię naprawiaczem wyłomów, odnowicielem, aby w nich można było mieszkać.
Księga Izajasza 58:7-12, Biblia warszawska

W kościołach często przeprowadzane są zbiórki pieniędzy na cele charytatywne.